# Đorđe Babalj
Đorđe Babalj (Szarajevó, 1981. május 30. –) szerb labdarúgó, kapus.

## Pályafutása
Babalj labdarúgó-pályafutását a Mladost Apatin csapatának akadémiáján kezdte el; 1998-ban lett az első számú csapat kapusa, és 2006-ig futballozott a klubnál. 2006-ban a szerb élvonalbeli FK Vojvodina, majd 2007-ben a szintén élvonalbei Borac Čačak  csapatainál védett. 2007-ben tizenöt mérkőzésen védte a magyar bajnokságban a ZTE csapatának hálóját. 2008 elején visszatért a Vojvodina csapatához. Babalj pályafutása végén futballozott még Bosznia-Hercegovinában, Iránban és Svédországban is.